# Coironalia
Coironalia là một chi bướm đêm thuộc họ Geometridae.